# Lëkurtaj
Lëkurtaj – wieś położona w południowo-wschodniej części Albanii w gminie Bujan. Wieś znajduje się 111 kilometrów od stolicy państwa, Tirany.

## Demografia
Według spisu ludności z 1989 roku we wsi Lëkurtaj mieszkało 759 mieszkańców.